# Gyulay Endre
Gyulay Endre (Battonya, 1930. szeptember 17. – Szeged, 2024. augusztus 3.) magyar katolikus pap, 1987 és 2006 között a Szeged-Csanádi egyházmegye püspöke.

## Pályafutása
Kilencéves korában elvesztette az édesanyját. 1943-tól két évig kisszeminaristaként a szegedi Klauzál Gábor gimnázium IV. és V. osztályos diákja volt. 1945-től a piaristáknál folytatta a gimnáziumot, mint a püspöki tanoncotthon (1946-tól katolikus diákotthon) lakója. 1948-ban tett érettségit. Teológiai tanulmányait 1948–1952 között végezte Szegeden, a Hittudományi Főiskolán. A Szegedi dómban szentelték pappá 1953. június 7-én.
Segédlelkészként tevékenykedett 1953–1955 között Röszkén, 1955–1957 között Ásotthalmon, 1957–1960 között Gyulán. Kinevezett plébános volt 1960-tól 1963-ig Domaszéken, 1963-1970 között Mezőhegyesen, majd 1970-től 1972-ig templomigazgató Makón.
1972-től retorika tanár és lelki igazgató a Hittudományi Főiskolán és a Papnevelő Intézetben. Tanárként is oktatott, szervezte az ifjúsági pasztorációt az egyházmegyében. Az ő munkálkodása nyomán született meg a Szent Gellért-napi katolikus ifjúsági találkozó, előbb a tarjánvárosi plébánián, majd a Dómban. Tanított a levelező teológián is.
1983-ban Rókuson lett plébános, ahol a templomot és a plébánia épületét tataroztatta és a szegények pasztorációjával foglalkozott.
A Hódmezővásárhely önkormányzata által 2010. február 5-én nyilvánosságra hozott és az önkormányzati weboldalon közzétett titkosszolgálati dokumentumok szerint Gyulay Endre Bélát (szül. hely, idő: Battonya, 1930. szeptember 17., an.: Breuer Mária) a III/III-as szervek 1987. május 26-án, „Bogár Zoltán” fedőnéven sikeresen beszervezték. A beszervezési ÁBTL-6 kartonon besorolása titkos megbízott ("tmb."), beszervezésének alapjául „hazafias" indoklás szerepel, foglalkoztatási vonalaként az „egyházi reakció” területét határozták meg. Gyulay Endre a Magyar Kurír katolikus hírportálon „Bocsánatkérő levél” címen megjelent írásában cáfolta titkosszolgálati múltját.

### Püspöki pályafutása

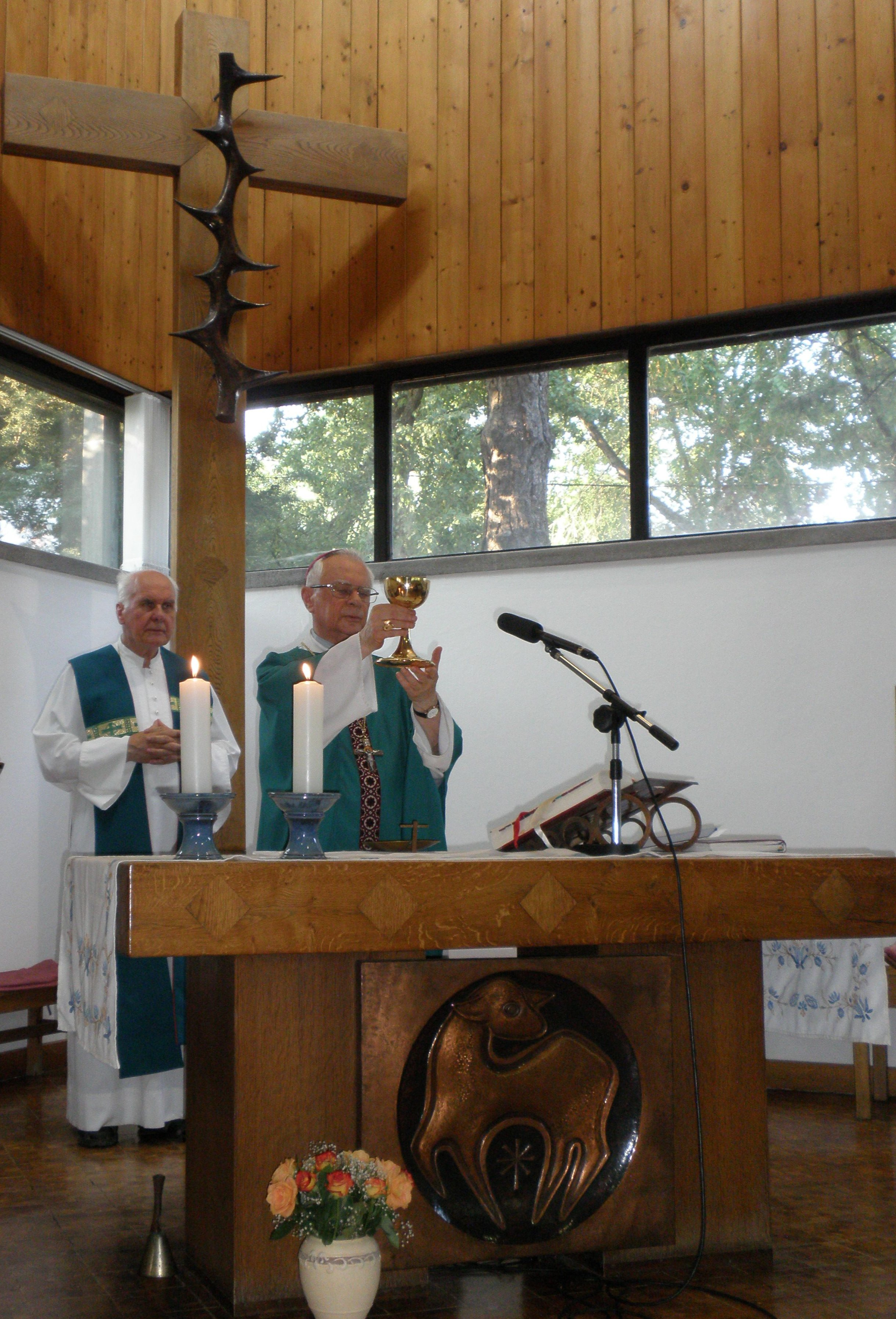
Felajánlás a szegedi Szent Gellért-templomban, jobbra Gyulay Endre (2012)

1987. június 5-én tette közzé II. János Pál pápa három új magyar püspök kinevezését: Egerben Seregély István, Szombathelyen Konkoly István és Szegeden Gyulay Endre lett az új főpásztor. 1987. július 4-én a Szeged-Csanádi egyházmegye püspökévé a szegedi székesegyházban szentelték föl. Püspöki jelmondata: „Föltámadott... ne féljetek!” (Surrexit... Nolite timere!)
1988-ban a Szent István napi ünnepségeket szervezte meg Szegeden. 1989-től segítette a szerzetesek Szegedre történő visszatérését. A ferencesek az ő közreműködésével kapták vissza alsóvárosi kolostorukat és a Havas Boldogasszony templomot. Fontos feladatának tekintette a katolikus iskolák megindítását: a piaristák és a Kalocsai Iskolanővérek újra megnyitották középiskolájukat a városban, valamint újra megtelepedtek Szegeden a jezsuiták, akik a szegedi felsőoktatásban tevékenykednek. Egyházmegyei fenntartású iskolákat is sikerült újraindítania Makón, Gyulán, Békéscsabán, Endrődön, Szentesen és Mezőtúron. Ezenkívül katolikus óvodákat is alapított az egyházmegye több településén.
Püspöksége alatt épült a 100 fős értelmi fogyatékosok otthona a Kálvária sugárúton, Domaszék-Zöldfáson pedig egyházmegyei lelkigyakorlatos centrum létesült. 1993-ban megszervezte az Egyetemi Lelkészséget a városban. 1994-ben Egyházmegyei Krízismegoldó Otthont hozott létre. Ugyanebben az évben nyílt meg a Szent Imre Egyetemi Kollégium a Londoni körúton. Püspöksége idején tizenhárom új templom épült az egyházmegyében, olyan helyeken, ahol addig nem volt, vagy a meglévő kápolna kicsinek bizonyult a hívek befogadására, többek között Domaszéken és Szeged-Szentmihályon. Szorgalmazta a Szegedi dóm felújítását. 1995-ben megrendezte a Szeged-Csanádi egyházmegye zsinatát, megalkotta annak pasztorációs tervét.
1989–1990-ben az Erdélybe irányuló európai segélyakció vezetője. Tevékenyen részt vett az 1991-es pápalátogatás előkészítésében. 1993-tól a Magyar Katolikus Püspöki Konferencia alelnöke és az egyházi ingatlanokat rendező kormánybizottság tagja volt. Kezdeményezte a Magyar Katolikus Püspöki Konferencia Igazságosabb és testvériesebb világot c. országos körlevelének megalkotását és vezette az ezzel kapcsolatos vitát.
1999-ben a Magyar Cserkészszövetség elnöke volt.
Közéleti író, számos újságban írt aktuális közéleti cikkeket és tévényilatkozatai kapcsán a magyar püspökök közül a legismertebb közéleti szereplővé vált. 1993-ban a Délmagyarország című napilap által megtartott közvélemény-kutatás alapján Szegeden az Év embere címet kapta.
2006. augusztus 26-tól a Szeged-Csanádi egyházmegye élén utódja Kiss-Rigó László.
2013. június 9-én 18 órakor a szegedi székesegyházban pappá szentelésének 60. évfordulóját ünnepelték az összegyűlt hívek. Gyulay Endre gyémántmiséjének emlékképére a 2. Korintusi levél 12,9-et választotta: „Elég neked az én kegyelmem, mert az erő a gyöngeségben lesz teljessé. Legszívesebben tehát gyöngeségeimmel dicsekszem..., mert amikor gyönge vagyok, akkor vagyok erős.”
Részlet a gyémántmise homíliájából:
„... Végül szeretném megmutatni, mi alakult ki bennem az ötéves szemináriumi idő alatt. Utolsó, szentelés előtti este volt, akkori spirituális, páter Hunya már nagyon beteg volt, nem volt köztünk. Magyar Károly szólt úgy este 8 óra után: »Hát akkor holnap majd valakinek meg kellene köszönni a szentelést. Ott lesz a püspök úr, meg káplánok, hát akkor légy szíves és majd készülj föl rá.« Hát nem mondom, hogy olyan nagyon egyszerű éjszakám volt, de végig kellett gondolnom, hogy mi lesz a jövőnk? És ekkor 3 fa jutott eszembe.
Ahhoz, hogy ebben a papságban helyt tudjon állni valaki, ahhoz a jegenyéhez kell hasonlítani. A nyárfa, a jegenye, amely magasra nő, mind magasabbra, az égig ugyan nem ér, de fölviszi az ember tekintetét egészen az Istenig. Nem lehet imádság nélkül, nem lehet Isten felé való hűség nélkül, nem lehet önmegtagadás nélkül, nem lehet buzgóság nélkül élni. Ez az első nagy tanítás az Isten részéről, ez az, amit meg kell fogni, mert ez lesz az alapja és a gyökere mindennek. Az imádságos élet, az Istenszeretet, a bűnbánat szentsége és minden egyéb, ami a kegyelem bőségét biztosítja...
Aztán a másik fa. 1953-ban vagyunk. Elnéztem már régebben is azokat a magyar akácokat. A homokon, ahol minden kipusztul, lenyomják a gyökereiket, viharban néha egy picit meghajolnak, de csak egy-két centire, nem úgy, mint egyéb fa, majdnem hogy földig. Állnak, stabilan, maradéktalan hűséggel abban a földben, amibe ágyazták, a magyar földben. És jöhet akármilyen vihar, állnak a viharral szembenézve, a küldetésükben, hogy szebbé tegyék ezt a földet. Megállni Rákosi, Kádár idejében csak az Isten kegyelmével lehetett. Mint ahogy az akácok is az Istentől kapták, hogy ilyen gyökérzetük és ilyen erejük legyen.
Igen, vaskos, terebélyes gyümölcsfává kell lenni, hogy aki arra jár, tudjon szakítani, és a szomját vagy az éhségét oltani belőle. Igen, minden papnak ilyen gyümölcsöző fává kell lennie, hogy akár hívő, akár nem hívő ha arra jár, táplálékot kapjon. Krisztus táplálékát. Nem emberi okosságot, nem valami nagy, politikai "nemtudommit", hanem egyszerűen azt, amit az Isten termésként át akar nyújtani.
Ezt a hármat mondtam el Hamvas püspök úr előtt, a hívek, szüleim, édesapám és nevelőanyám és a többiek, fölszentelt paptestvéreim között, tanárok előtt. Ez rajzolódott ki bennem, s valahogy azóta is ez él. Jól csinálom? Nem. De újra és újra eszembe jut az a csodálatos mondat, amit magam elé állítottam most a nagy számadásnál: igen, gyöngeségemmel dicsekszem, mert amikor gyönge vagyok, akkor vagyok erős. Nem én, hanem az Isten kegyelme. És ezt azért mondtam el, mert a legkisebb szülő, de a legkisebb óvodás, a legnagyobb professzor, bárkit nézek ezen a világon – pici porszem az Isten szemében...”
A szegedi Bálint Sándor Szeretetotthonban hunyt el.

## Elismerései
- 2000. május 21-én a főpásztort tevékenysége elismeréseként Szeged városa díszpolgárává választotta.
- Teleki Pál-emlékérem (2004)
- 2009. augusztus 22-én Ásotthalom díszpolgárává választották.[7]

## Művei
- Segítek neked hazatalálni. Dlusztus Imre karácsonyi beszélgetése Gyulai Endre megyés püspökkel; Délmagyarország, Szeged, 1994
- Egyház és magyarság. Írások, beszédek, interjúk; Antológia, Lakitelek, 2003 (Hazai műhely könyvek)
- Félelem nélkül. Szerdahelyi Csongor beszélgetése a hetvenöt éves Gyulay Endrével; Szent István Társulat, Bp., 2005 (Pásztorok)
- A magyar egyház jövője; Szent István Társulat, Bp., 2006 (Haza a magasban)
- Fény és árnyék a hit útjában; Korda, Kecskemét, 2008
- Jézus feléd is nyújtja kezét. Plébániai három napos lelkigyakorlatok, beszédek; Bába, Szeged, 2008
- Utadat keresem, Uram! Háromnapos lelki gyakorlat; Korda, Kecskemét, 2008
- Ámentől ámenig. Tudatos bekapcsolódás a szentmisébe. Szentbeszédsorozat. Szeged, 1980. október 5–1981. június 7.; Szent István Társulat, Bp., 2010
- Imaéletünk és szentségeink; Bába, Szeged, 2011